# 히렌호 전설 살인사건
히렌호 전설 살인사건(일본어: 悲恋湖伝説殺人事件 히렌코덴세쓰사쓰진지켄[*])은 김전일 만화책으로는 6번째 스토리이며, 애니메이션 상으로는 2번째 스토리이다. 드라마인 도모토 츠요시의 김전일 소년사건부에서는 3번째 스토리이며, 마츠모토 준의 김전일 소년사건부에는 이 사건을 다루고 있지 않는다.

## 수록
읽기 전에 본 기준은 한국에서의 출판 기준임을 알려드립니다.
- 소년탐정 김전일: 6권 ~ 7권
- 소년탐정 김전일 애장판: 6권
  - 애장판의 마크[2]: 제이슨의 가면

## 구성

### 분량
- File 개수: 10개

### 특징
1. 후에도 가끔 언급되는 사건이다.
2. 나중에도 자주 출현하는 이츠키 요스케가 최초로 등장한다.

## 등장인물 소개

### 처음부터 살아있는 인물
- 김전일 (金田一一, 킨다이치 하지메)
  - 여자친구랑 남녀간의 사랑의 절정체[3]를 해봤다는 아이들의 말을 듣고 자신도 미유키랑 해보겠다는 의지를 갖고 히렌호[4]에 키츠가와 대신에 가게 된다.
- 나나세 미유키 (七瀬美雪,설유미)
  - 키츠가와의 부탁으로 히렌호에 김전일과 가게 된다. 토노에 대해 상당한 호감을 품고 있다. 또한 토노도 그녀에게 상당한 호감을 가지고 있다.
- 키츠가와 시게루 (橘川茂,김수광)
  - 대학생. 상품이 걸려있는 히렌호에 원래 참석 예정자. 하지만 졸업이 걸린 대학 시험과 겹쳐서 가지 못하게 되자 사촌인 미유키와 그녀의 남자친구[5]를 대신 내보낸다.[6]
- 토노 에이지 (遠野英治,원영진)
  - 김전일과 미유키와 같은 후도 고등학교 3학년. 고아원 출신이며 어릴 적에 자신의 여동생인 케이코라는 아이랑 사랑에 빠진다. 하지만 그가 익사하고 S.K.라는 이니셜을 가진 사람의 짓이라는 것을 알게 되자 그들을 살인하기 위해 자신이 입양된 회사의 기획 상품을 이용해서 복수할 기회를 노린다.
- 쿠라타 소이치 (倉田壮一,구상기)
  - 20살의 대학생. 히렌호의 상품인 회원권을 가지려는 꿈을 안고 왔다. 대학생이지만 상당히 나이 든 생김새라는 설정으로 나온다.[7]
- 코바야시 세이지 (小林星二,고상국)
  - 시체를 그리는 천재 화가. 시체를 예술로 생각하며 그린다. 그래서 시체에 관한 희박한 지식을 갖고 있다. 그리고 망가진 라디오정도는 고칠 수 있을 정도의 기계지식을 갖고 있다. 또한, 물 공포증을 갖고 있다.
- 코다 세이사쿠 (甲田征作,공선기)
  - 의사. 케이코가 죽은 데에 원인이 된 사람. 자신이 죽인 여자[8] 가 15세였다는 것을 알게 되고 그 후로는 조금이라도 죄에서 벗어나기 위해 무의촌 봉사에 전념하기 시작함. 자신이 실수로 지어버린 죄에 상당한 죄책감을 느끼고 있다. 물 공포증을 갖고 있다.
- 이츠키 요스케 (いつき陽介,장두팔)[9]
  - 프리랜서 기자. 사람이 죽든지 어떻게 되든지 간에 그 사건이 자신의 돈벌이에 어떻게 이용될지를 궁리한다. 히렌호 사건을 소설로 쓰려 했으나 히렌호 사건의 내막을 알고 토노에 대해 조사하다가 알아낸 사실[10]로 인해 소설을 쓰지 않기로 결심한다. 물 공포증을 갖고 있다.
- 쿠조 쇼타로 (九条章太郎,경세계)
  - 히렌호 관광을 기획한 미즈키 여행사의 직원. 산장 내의 설비나 유원지 내의 설비 등에 대해 상세히 알고 있다. 사건이 일어나고 나서는 식칼로 자신의 몸을 방어하려 한 것으로 보아 남을 잘 믿지 못하며 겁이 많은 편이다. 물 공포증을 갖고 있다.
- 카와니시 사유리 (河西さゆり,강세린)
  - 고등학교 2학년. 남자에게 잘 붙는다. 처음에는 김전일을 좋아하면서 미유키의 질투를 유발했지만 후에는 이츠키하고 함께 잘 정도로 이츠키를 좋아하게 된다. 물 공포증을 갖고 있다.
- 카야마 세이코 (香山聖子,권상아)
  - 사부로의 부인. 이번 히렌호에서의 상품인 회원권에 어느 누구보다도 눈독을 들이는 바람에 잠깐 이츠키에 의해 범인으로 몰리기도 한다. 물 공포증을 갖고 있다.
- 카야마 사부로 (香山三郎,권성각)
  - 부동산 사장. 돈을 매우 귀중하게 생각하는 인물. 어느 때는 돈을 자신 목숨보다 귀중하게 여기고 어느 때는 목숨을 더욱 귀중하게 여기는 변덕이 있다. 결국, 목숨을 더욱 생각해 회원권을 포기하고 도망치려고 하지만 단독행동하던 사부로는 결국 살해당한다.[11]

### 시작 전부터 이미 사망한 인물
- 고이즈미 케이코,신윤지[12]
  - 토노의 어릴 적 같은 고아원 출신의 여자 아이. 실제로는 그의 여동생. 오리엔탈 호에서 유조선 충돌사고로 물에 빠지고 사람이 가득 찬 구명보트에 도움을 요청하지만 코다 세이사쿠가 케이코를 태울 경우 쓰러질지도 모르는 구명보트를 생각해 힘차게 밀어낸다. 결국 익사한다.

### 과거 사건 관련 인물
- 토마루 타케토 (刀丸猛人,박재수)
  - 이 사건의 모델이 된 제이슨. 하룻밤 사이에 13명을 살해했다. 죽이고 난 시체를 얼굴까지 무참히 알아볼 수 없을 정도로 마구 망가트렸다. 살인을 하게 된 동기는 TV와 DVD에 너무 빠져버린 나머지 자신이 마음에 드는 배역으로 자꾸 엉터리 성형수술로 얼굴을 바꾸다가 부작용이 일어나서 자신이 유일하게 할 수 있던 역인 괴물역을 연기하기 위해서였다. 그 후 경찰에 붙잡혀 1년 전에 형이 집행됐다.

## 피해자의 상황

### 미리 살해당한 사람
이 사건에서는 범인이 미리 죽인 인물은 따로 없다.

### 사건 내에서 사망한 사람
- 쿠라타 소이치
  - 도끼에 맞아 죽음. 시체는 나무위에 올려놓아 살인마 제이슨이 한 짓으로 오인되게 만듦.
  - 사인 요약: 도끼에 맞아 얼굴이 망가진 채 죽음
- 카야마 사부로
  - 도끼에 맞아 죽음. 그 후 시체는 냉장고에 넣어짐.
  - 사인 요약: 도끼에 맞아 얼굴이 망가진 채 죽음
- 키츠가와 시게루
  - 구조를 요청하는 척 하러 히렌호에서 빠져나온 토노에게 도끼에 맞아 죽음. 그리고 시체의 옷을 벗겨서 시계를 제외한 자신의 옷을 입힘. 그리고 얼굴을 망가트린 뒤 보트에 탑승하다가 히렌호 어딘가에서 내린 뒤 시체만 보트로 보냄. 즉, 토노 에이지로 위장되어 살해됨.
  - 사인 요약: 도끼에 맞아 얼굴이 망가진 채 죽음
- 코바야시 세이지
  - 시체 그림을 그리던 도중 도끼에 머리를 맞아 피를 흘리며 사망.
  - 사인 요약: 도끼에 맞아 얼굴이 망가진 채 죽음[13]
- 토노 에이지
  - 고장난 보트를 타고 도주하다가 고장난 보트의 가솔린이 폭발해서 사망한다.[14]
  - 사인 요약: 고장난 보트를 타고 가다가 가솔린이 폭발함.

### 살해당하지 않은 사람
- 나나세 미유키
  - 토노가 사람을 죽일 때 사용하기 위해 쳐놓은 덫[15]에 걸려 다리를 다친다. 약이 흔하지도 않은 상황에서 다리는 곪아가고 몸에서도 열이 나기 시작한다. 계속 안정을 취하다가 하지만 결국에는 괜찮아진다. 미유키가 덫에 걸렸을 때나 미유키가 토노와 단 둘이 함께 있었을때도 해치지 않은 이유는 미유키의 얼굴이 토노가 한때 사랑했던 사람의 얼굴과 많이 닮았기 때문이다.

## 용의자의 살인 동기
- 범인: 토노 에이지
  - 토노는 어릴적 부모를 잃고 같은 고아원에서 함께 자란 "케이코"라는 여자를 사랑했다. 어느날, 서로가 다른 집에 맡겨졌지만 그 둘은 그 후에도 자주 만났었다. 하지만, 토노의 양부모는 토노와 케이코의 만남을 좋아하지 않았다. 케이코는 고이즈미가에서 하녀처럼 살아가고 있었고 토노는 그런 그녀를 북돋어주기 위해서 자신이 맡겨진 집의 회사인 미즈키 여행사에서 주최한 오리엔탈 호라는 호화여객선 여행을 둘이서 같이 가기로 했다. 하지만 양부모가 눈치채고 막상 케이코가 출발하는 날, 토노는 함께 가지 못하게 된다. 그리고 오리엔탈 호는 유조선과 충돌하여 침몰한다. 토노는 사고 소식을 듣고 달려오지만 그의 눈 앞에는 시체가 된 케이코만 있었을 뿐이었다. 주변 사람들의 말로 케이코가 사람이 꽉 찬 구명 보트로 도움을 요청했으나 그녀의 손을 뿌리쳐버린 사람이 있었다는 것을 알게 되고 경찰에 그 사람을 잡아줄 것을 요청하지만 긴급피난으로 법에 걸리지 않는다고 해서 잡을 수도 없었다. 시신이 된 케이코의 손에는 S.K.라는 이니셜이 찍힌 물건을 들려 있었다. 결국, 토노는 S.K.라는 이니셜을 단서로 그 날, 그 배에 탄 S.K. 이니셜을 가진 모든 사람들을 심판하겠다고 다짐하게 된다. 그래서 그 날 오리엔탈 호에 타고 있던 S.K.라는 이니셜을 가진 모든 사람(9명)을 초대한다. 그리고 9명을 모두 비련호에서 해치울 계획을 세우고 혹시 이 일이 잘못될 것을 대비해서 호수에 도주용 보트[16]를 1척 놔둔다. 그리고 S.K.라는 영문이니셜을 가진 사람을 1사람 1사람씩 불러내 게이코가 겪을 고통을 맛보게 하기 위해 도끼로 내려찍는다.

## 트릭
이 사건의 메인 트릭은 모든 피해자들의 얼굴이 알아볼 수 없게 무참하게 짓이겨놓여져 있었다는 점에 주목해야 한다.
- 살인 전 암시 트릭
  - 라디오 겸 오디오에 도중에 "제이슨이 탈출했다."라는 내용이 나오게 녹음한 것을 사람들이 라디오를 듣다가 '제이슨 탈출'이라는 긴급속보를 들은 것처럼 믿게 만든다. 그래서 그 다음에 행해지는 범죄들을 제이슨이라는 외부 사람의 짓으로 돌려놓는다.
- 쿠라타 소이치
  - 소이치가 자기 산장으로 혼자 가던 도중에 공격당한다. 소이치를 제 1의 목표로 노린 이유는 그 당시 혼자 다니고 있었기 때문이다. 시체의 얼굴을 망가트린 뒤에 시체를 아침 식사를 하기로 예정이었던 나무위에 올려놓아 엽기적으로 등장시킴으로써 살인마 제이슨의 짓으로 연출해내기 위한 복선이었다.
- 카야마 사부로
  - 라디오 트릭의 증거를 멸하기 위해서 본채에 침입하기 위한 수단으로 사용되었다. 카야마가 히렌호에서 도망가겠다고 외칠 때 이미 그는 표적이 되었다. 그를 죽인 뒤 그의 시체를 냉장고에 집어넣음으로써 '제이슨이 본채에 침입할 계기'를 만들었고 라디오를 부순다. 또한 라디오만 부술 시 눈에 띄기 때문에 본채 전채를 흐트려 놓는다.
- 나나세 미유키
  - 사람을 움직이지 못하게 만들고 나서 죽이기 위해 설치한 덫에 미유키가 걸린다. 하지만 정작 토노는 미유키를 해칠 기회가 있었음에도 미유키가 자신의 여동생과 닮았다는 이유로 해치지 못한다.
- 키츠가와 시게루
  - 키츠가와가 오지 않았다는 것을 안 토노는 원래 불러낸 9명을 히렌호에서 모두 죽일 예정이었기 때문에 당황한다. 그런데 호수에 자신이 도주용으로 설치한 보트를 김전일이 생각보다 빨리 알아채자 보트를 타고 구조를 요청하러 가는 척 하고 보트를 타고 가 시게루를 만난 뒤 살해한다. 그리고 자신의 옷을 입히고 얼굴을 알아볼 수 없게 만들어 토노 본인이 죽은 것처럼 위장해서 보낸다.
- 코바야시 세이지
  - 자신이 죽은 것처럼 위장한 다음에 본채에 붙여놓은 도청기로 본채의 상황을 파악한다. 그러던 와중에 코바야시와 김전일의 대화를 듣고 코바야시가 기껏 부순 라디오를 고쳐놨다는 것을 알아채고 라디오 트릭[17]을 눈치채기 전에 죽인다. 그리고 라디오를 재빨리 부수고 달아났다. 하지만 이번에는 시간의 제약으로 인해 본채 전체를 흐트려 놓지 못하고 라디오만 부숴놓는 바람에 김전일의 의심을 사게 된다.

## 단서
- 범인은 오래된 흔들다리가 히렌호 유원지의 유일한 탈출구임을 알고 있었다.
- 제이슨이 탈옥한 형무소랑 히렌호 유원지의 거리는 20 km.
- 냉장고에서 시신이 발견되었을 때도 냉장고의 음식은 일체 사라지지 않았다.
- 모든 시체들의 얼굴은 알아볼 수 없게 파열되었다.
- 코바야시가 살해당했을 때에는 사부로가 살해당했을 때하고는 다르게 라디오만 망가져 있었다.
- 코바야시가 라디오를 고친 것은 김전일과 코바야시 둘만 알고 있었다.
- 코바야시 살해 당시에는 유일하게 모두에게 알리바이가 있다.

## 추리 루트

### 김전일
1. 제이슨 탈옥에 대한 소식을 라디오에서 들음
2. 나무에서 떨어진 소이치의 시체 발견
3. 제이슨이 히렌호에서 돌아다니고 있다고 판단, 탈출구를 찾아다님
4. 유일한 탈출구인 흔들다리가 불에 타고 있는 것을 목격
5. 범인 추궁: 범인은 어떻게 흔들다리가 유일한 탈출구임을 알았을까?
6. 본채의 냉장고에서 사부로의 시체 발견
7. 냉장고의 음식이 사라지지 않은 것을 발견
8. 범인 추궁: 20km나 걸어온 제이슨은 왜 냉장고의 음식을 거들떠 보지도 않았을까?
9. 미유키가 덫에 걸려 다리를 다침
10. 미유키 간병/같이 있던 토노에게 책임 추궁
11. 코바야시의 그림으로부터 호수에 보트가 한척 있음을 알게 됨
12. 토노를 구조요청을 위해 보트에 태워 보냄
13. 다음날, 아침 토노의 시체 발견
14. 자신의 책임 추궁
15. 의문점 추궁: 토노의 시체에는 그가 차고 있던 손목시계가 없었다?
16. 상처부위가 곪아감에 따른 미유키의 열이 올라감
17. 얼음을 가지러 본채에 갔다가 코바야시가 라디오를 고친 것을 알게 됨
18. 코바야시의 시체 발견
19. 의문점 추궁: 저번에 제이슨이 본채에 침입했을 때와는 달리 이번에는 라디오만 부숴져 있었다
20. 미유키의 증언 외에는 알리바이가 없던 카야마 세이코를 이츠키가 범인으로 몰아 붙임
21. 추리의 허점 설명
22. 범인의 목적 추궁: 어때서 공통점이 없는 사람들이 이렇게 살해당할까?
23. 피해자들과 그 외의 사람들이 모두 과거에 미즈키 여행사에서 주최한 오리엔탈 호 여객선 여행에 참가했다는 것을 알게 됨
24. 피해자들의 또다른 공통점을 발견함 - 영문 이니셜 S.K.
25. 우연히 대타로 온 김전일과 미유키를 제외하고 영문이니셜이 S.K.가 아닌 토노를 범인으로 지목
26. 본채에서 도청기 발견
27. 자신의 오두막에 사람들을 대기시켜놓고 그 오두막에서 사람들이 싸우는 듯한 흉내를 내서 본채에서 싸움이 일어난 것처럼 범인을 속임. 그리고 혼자 본채에 있던 김전일이 뛰쳐나와서 자신의 오두막으로 들어가고 범인이 김전일을 죽이러 감
28. 범인 검거

### 이츠키 요스케
1. 제이슨 탈옥에 대한 소식을 라디오에서 들음
2. 나무에서 떨어진 소이치의 시체 발견
3. 제이슨이 히렌호에서 돌아다니고 있다고 판단, 탈출구를 찾아다님
4. 유일한 탈출구인 흔들다리가 불에 타고 있는 것을 목격
5. 본채의 냉장고에서 사부로의 시체 발견
6. 미유키가 덫에 걸려 다리를 다침
7. 코바야시의 그림으로부터 호수에 보트가 한척 있음을 알게 됨
8. 토노를 구조요청을 위해 보트에 태워 보냄
9. 범인은 외부가 아니라 내부사람일 것으로 추정함
10. 다음날, 아침 토노의 시체 발견
11. 기삿거리가 죽었다고 안타까워함
12. 자신의 방에서 카와니시랑 함께 잠
13. 코바야시의 시체 발견
14. 유일하게 확실한 알리바이가 없던 카야마 세이코를 범인 지목
15. 김전일로 인해 추리의 우연성으로 인해 틀리다는 것을 알게 됨
16. 김전일과의 1:1 면담을 해서 정보를 제공
17. 김전일이 도청기를 발견하고 나서 범인 검거를 위해 세운 작전을 들음
18. 작전 수행
19. 범인 검거 협력

## 원작과의 차이

### 애니메이션
김전일이 히렌호에 가는 계기가 되는 스토리의 일부가 살짝 바뀐다. 켄모치의 약올림과 미유키와 토노의 만남을 보고 김전일은 뜻하게 않게 찾아온 히렌호에 가는 기회를 이용해 히렌호에 간다.

### 드라마 (마츠모토 준의 김전일 소년사건부)
마츠모토 준의 김전일 소년사건부에는 이 사건을 다루고 있지 않는다.

## 에피소드 내 용어
- 히렌호 전설
  - 옛날에 히렌호 근처에 서로 굉장히 사랑하는 남녀가 있었다. 하지만 그 둘은 남매였기 때문에 서로 이루어질 수 없는 사이였다. 그래서 생각다 못한 두 사람은 다음 세상에서 만날 약속을 하고 히렌호에 몸을 던진다. 그 후로는 그들이 몸을 던진 시각이 되면 그들을 위로하기 위해 히렌호는 붉게 물든다.[18] 히렌호(悲戀滸)라는 이름도 이 전설에서 유래했다.
- 오리엔탈 호 침몰 사건
  - 미즈키 여행사에서는 3년 전에 오리엔탈 호 호화 여객선 관광이라는 것을 기획했다. 하지만 미세키가 해안에서 유조선과 오리엔탈호가 충돌하는 사고가 일어난다. 사람들은 구명보트에 타거나 주변에 떠 있는 물품을 붙잡고서는 생명을 건진다. 하지만 그렇게 하지 못한 일부 사람들은 익사했다. 이 당시 사고로 인해 대부분 사람들이 물 공포증을 갖게 되었다. 사고 당시 코다와 카와니시는 보트에 타고 있었고 이츠키는 루비아통 가방[19]을 붙잡고 있었다.